# السورميري
السورميري هو اسم لأحد العشائر الكردية.

## الاسم
اسم العشيرة باللغة الكردية هو «سوره ميرى» وهذه الكلمة تتكون من مقطعين «سوره» وتعني الأحمر و«ميرى» تعني الرجل أو الأمير وبذلك يكون المعنى الرجال الحُمُر.

## الأصل
يعود أصل هذه العشيرة إلى القبيلة السورانية نِسبةً إلى تسميتها كما ذكر شرف خان شمس الدين البدليسي، ولم تكن العشيرة إمارة بالمفهوم الحديث بل كانت عشيرة ذات نفوذ على مناطقها، ولم تكن قبيلة ذيلية ويتجاوز عمرها 400 عام. أما شجرة العشيرة تعود إلى إبراهيم وطوبان بيك -أجداد العشيرة- وصولاً إلى خليل اينة آغا. ومن أحلاف العشيرة قديماً الباجلان والبابان والربيعة والقره لوس وغيرهم حيث عاشوا متجاورين أما أملاك العشيرة والمذكورة في تأريخ المنطقة من أراضي الرعي والزراعة تعود إلى الشيخ اينة علي آغا، حيث هو آخر من ذُكر في تاريخ المنطقة كمالك أراضِ كما يذكر المؤرخ رستم رفعتي في تاريخ منطقة عيلام وعشائرها وما حولها من مدن يقول: «إن أملاك مناطق خلف الكوت هي مُلُكْ صِرْفْ للشيخ اينة».

## مساكن العشيرة
مساكنهم موزعة بين خانقين والمقدادية وديالى والكوت و يعيش بعضهم في مدينة العماره في محافظة ميسان ويطلق أهالي واسط أولاد خليل اينة نسبة إلى شيخهم ويعدّ قضاء خانقين مركز العشيرة وأصلها ويعيش قسم كبير من العشيرة في بغداد وتعمل هذه العشيرة بالزراعة على ضفاف نهر الوند منذ قرون طويلة حيث هي مستقرة وهم فلاحون ماهرون مسلمون.
وصل تعداد العشيرة سنة 1934 إلى 2025 نسمة كما ذكر محمد زكي أمين. وهي تسكن في قرى خانقين وهي: قرية الشيخ محمود عزيز آغا اينة وقرية حبيب عبد الله آغا اينة وقرية حسين محمد عزيز آغا اينة وقرية الشيخ  خليل  اينة آغا احفاد جليل احمد اينة آغا و اراز جليل احمد اينة آغا ,وقرية أحمد طاهر آل اينة وقرية مبارك وقرية عباسي أبناء عمومة اينة وقرية حسين محمود بك.

## أفخاذ العشيرة
أفخاذ العشيرة هي:
- اينة ومنهم الرئاسة
- توتك
- خليل اينة آغا احفاد جليل احمد اينة آغا
- مامة جان
- كلهري
- أنتار

## انظر ايضاً
- كرد
- كلهور

## الملاحظات
1. ↑  كلمة «القرية» باللغة الكردية تسمى «ئاواى»، نقحرة:آواي

## وصلات خارجية
- عشيرة السورة ميرى الأكراد